# Пономарёв, Георгий Андреевич
Георгий Андреевич Пономарёв (1914—1943) — советский военнослужащий. Участник Великой Отечественной войны. Герой Советского Союза (1944, посмертно). Гвардии капитан.

## Биография
Георгий Андреевич Пономарёв родился 25 марта (7 апреля) 1914 года в деревне Ольгино Тамбовского уезда Тамбовской губернии Российской империи (ныне посёлок Ржаксинского района Тамбовской области Российской Федерации) в семье крестьянина Андрея Николаевича Пономарёва. Русский. Окончил неполную среднюю школу. С 1934 года жил в городе Ртищево Саратовского края. В 1935 году окончил школу фабрично-заводского ученичества. До призыва на военную службу работал помощником машиниста в депо железнодорожной станции Ртищево.
В Ряды Рабоче-крестьянской Красной Армии Г. А. Пономарёв был призван Уваровским районным военкоматом в 1936 году. Срочную службу проходил на Дальнем Востоке в 45-й легкотанковой бригаде в городе Ворошилове. Как отличник боевой и политической подготовки был направлен на курсы младших лейтенантов, по окончании которых в 1939 году вернулся в свою часть на должность командира танкового взвода. В марте 1941 года бригада, в которой служил младший лейтенант Г. А. Пономарёв, была переведена в Монастырище, где на её базе была сформирована 58-я танковая дивизия, которая вошла в состав 30-го механизированного корпуса 1-й Краснознамённой армии Дальневосточного фронта.
В связи с тяжёлым положением на Западном фронте 12 октября 1941 года Ставка Верховного Главнокомандования приняла решение о переброске 58-й танковой дивизии под Москву. В конце октября 1941 года дивизия выгрузилась в Клину и в середине ноября 1941 года вошла в состав 16-й армии Западного фронта. Командир взвода танков БТ-7 117-го танкового полка лейтенант Г. А. Пономарёв боевое крещение принял в боях под Волоколамском в районе деревни Утишево. В ходе наступления 16-й армии 58-я танковая дивизия потеряла до 30 % танков. 18 ноября 1941 года дивизия была передана в состав 30-й армии, вместе с которой отступила в район Клина. За отличие в боях за город Клин Г. А. Пономарёв был награждён медалью «За отвагу».
Под напором превосходящих сил противника 58-я танковая дивизия с боями была вынуждена отступать на восток и 29 ноября 1941 года её остатки вышли в полосу обороны 29-й стрелковой бригады 1-й ударной армии на рубеже Дмитров — Яхрома и заняли оборону на восточном берегу канала Москва — Волга. 5 декабря 1941 года дивизия была выведена в тыл на переформирование. Во второй половине декабря 1941 года лейтенант Г. А. Пономарёв был переведён в 28-ю отдельную танковую бригаду на должность командира танковой роты 242-го танкового батальона.
До весны 1942 года 28-я отдельная танковая бригада находилась в резерве Верховного Главнокомандования. 23 марта 1942 года она прибыла на Калининский фронт. До 7 февраля 1943 года бригада вела кровопролитные бои в районе Ржева в ходе Битвы за Ржев в составе 30-й и 39-й армий. К лету 1942 года старший лейтенант Г. А. Пономарёв был назначен на штабную должность старшего адъютанта 242-го танкового батальона. Он осуществлял подготовку батальона к ведению оборонительных и наступательных действий, отвечал за его тактическую выучку, непосредственно руководил организацией боя, находясь в боевых порядках батальона. В должности старшего адъютанта Георгий Андреевич участвовал в Холм-Жирковской оборонительной операции, Первой и Второй Ржевско-Сычёвских наступательных операциях. 7 февраля 1943 года за отличие в боях за Ржев 28-я отдельная танковая бригада Приказом НКО № 58 была преобразована в 28-ю отдельную гвардейскую. Г. А. Пономарёв был произведён в капитаны и назначен заместителем командира 242-го гвардейского танкового батальона по строевой части. Гвардеец Пономарёв отличился уже в первые дни Ржевско-Вяземской операции. В боях за деревню Тяплово Ржевского района его танк разрушил 4 блиндажа вместе с засевшими в них немецкими солдатами и подавил огонь двух миномётов. Экипажем также были взяты в плен два контрольных пленных, давших впоследствии важные сведения. Летом 1943 года гвардии капитан Г. А. Пономарёв был назначен командиром 242-го гвардейского танкового батальона.

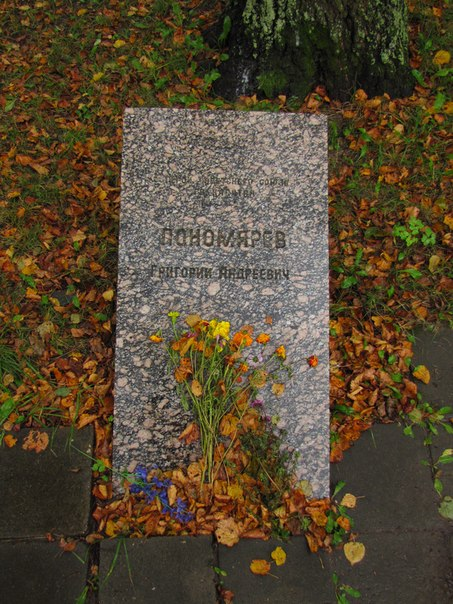
Могила Пономарёва в Демидове.

7 августа 1943 года началась Смоленская операция. 13 августа 1943 года 28-я гвардейская отдельная танковая бригада 39-й армии Калининского фронта перешла в наступление на духовщинском направлении. Однако немцы оказывали упорное сопротивление и прорвать их оборону никак не удавалось. Ставка Верховного Главнокомандования приняла решение о приостановке наступления. Пока войска Западного фронта проводили Ельнинско-Дорогобужскую операцию, войска Калининского фронта произвели перегруппировку сил, в результате чего 28-я гвардейская отдельная бригада оказалась в составе передвижной механизированной группы 43-й армии под командованием полковника И. Ф. Дрёмова. Наступление возобновилось 14 сентября 1943 года в ходе Духовщино-Демидовской операции. В течение четырёх дней боёв танкисты прорвали оборону врага и вышли на оперативный простор. 19 сентября 1943 года подразделения подвижной механизированной группы освободили город Духовщину и устремились к Рудне. 242-й гвардейский танковый батальон в ходе наступления нанёс противнику существенный урон. Лично гвардии капитан Г. А. Пономарёв в период с 13 августа по 28 сентября 1943 года уничтожил 7 противотанковых пушек, одно 150-миллиметровое орудие, 5 автомашин с пехотой и грузами, 4 миномётные батареи и более 200 солдат и офицеров противника. 28 сентября 1943 года танковый батальон гвардии капитана Пономарёва вышел к окраине Рудни. Немцы попытались перейти в контратаку, но огнём танков были отброшены на исходные позиции. Однако дальнейшему продвижению подразделений Красной Армии препятствовала артиллерийская батарея. Георгий Андреевич направил свой танк на позиции противника. Умело маневрируя на поле боя, экипаж Т-34 гвардии капитана Пономарёва уничтожил две вражеские пушки, а третью раздавил гусеницами. Однако в этот момент в танк попал бронебойный снаряд. Георгий Андреевич был тяжело ранен, но экипаж продолжил вести бой в горящей машине. Смяв оборону противника, Т-34 ворвался на окраину Рудни, увлекая за собой пехоту. Через несколько часов Рудня была освобождена от фашистов.
Тяжело раненого и сильно обгоревшего комбата пытались доставить в ближайший госпиталь в Демидове, но по дороге Георгий Андреевич скончался. Похоронили его на воинском кладбище на восточной окраине Демидова. 4 июня 1944 года указом Президиума Верховного Совета СССР гвардии капитану Пономарёву Георгию Андреевичу было присвоено звание Героя Советского Союза посмертно.

## Награды
- Медаль «Золотая Звезда» (04.06.1944, посмертно);
- орден Ленина (04.06.1944, посмертно);
- орден Красного Знамени (08.09.1943);
- орден Красной Звезды (29.04.1943);
- медаль «За отвагу» (1941);
- медаль «За боевые заслуги» (25.09.1942).

## Память
- Именем Героя Советского Союза Г. А. Пономарёва названа улица в городе Рудня Смоленской области.
- Герой Советского Союза гвардии капитан Г. А. Пономарёв навечно зачислен в списки 1-го дивизиона ракетного полка 23-й гвардейской Канской ракетной дивизии.
- В посёлке городского типа Ржакса проводится областной турнир по волейболу, посвященный памяти Героя Советского Союза Г. А. Пономарёва.

## Документы
- Общедоступный электронный банк документов «Подвиг Народа в Великой Отечественной войне 1941—1945 гг.» Дата обращения: 9 октября 2012. Архивировано из оригинала 13 марта 2012 года.

Представление к званию Героя Советского Союза и указ ПВС СССР о присвоении звания. Дата обращения: 9 октября 2012. Архивировано 13 декабря 2012 года.
Орден Красного Знамени (наградной лист и приказ о награждении). Дата обращения: 9 октября 2012. Архивировано 13 декабря 2012 года.
Орден Красной Звезды (наградной лист и приказ о награждении). Дата обращения: 9 октября 2012. Архивировано 13 декабря 2012 года.
Медаль «За боевые заслуги» (наградной лист и приказ о награждении). Дата обращения: 9 октября 2012. Архивировано 13 декабря 2012 года.
- Обобщенный банк данных «Мемориал». Дата обращения: 9 октября 2012. Архивировано из оригинала 10 мая 2012 года.

ЦАМО, ф. 33, оп. 11458, д. 135. Дата обращения: 9 октября 2012. Архивировано 13 декабря 2012 года.
ЦАМО, ф. 33, оп. 11459, д. 192. Дата обращения: 9 октября 2012. Архивировано 13 декабря 2012 года.
ЦАМО, ф. 33, оп. 11458, д. 68. Дата обращения: 9 октября 2012. Архивировано 13 декабря 2012 года.